# Neea anisophylla
Neea anisophylla är en underblomsväxtart som beskrevs av Adolf Ernst. Neea anisophylla ingår i släktet Neea och familjen underblomsväxter. Inga underarter finns listade i Catalogue of Life.